# To verdener
To verdener ('twee werelden') is een Deense dramafilm uit 2008 onder regie van Niels Arden Oplev.

## Verhaal
Sara is een 17-jarig meisje dat is opgegroeid in een gezin van Jehova's getuigen. Het keurige imago van het gezin heeft een deuk opgelopen door ontrouw van de vader. Op een avond gaat Sara naar een feest waar ze de niet-gelovige Teis ontmoet, tot wie ze zich aangetrokken voelt. Ze ontmoeten elkaar verschillende keren. Ze mist op een avond de trein die haar naar huis zou brengen en slaapt in het huis Teis. Sara krijgt te maken met een intern conflict: als ze besluit om door te gaan met Teis, zal ze door de Jehova's getuigen worden verbannen en mag ze niet meer met Jehova's getuigen, inclusief haar eigen familie, spreken; als ze besluit Jehova's getuige te blijven, kan ze de liefde van haar leven te verliezen.

## Rolverdeling
- Rosalinde Mynster als Sara
- Pilou Asbæk als Teis
- Jens Jørn Spottag als Andreas Dahl
- Sarah Boberg als Karen
- Anders W. Berthelsen als John
- Sarah Juel Werner als Elisabeth
- Jacob Ottensten als August
- Thomas Knuth-Winterfeldt als Jonas
- Charlotte Fich als Jette
- Hans Henrik Voetmann als Vagn
- Catrine Beck als Thea
- Hans Henrik Clemensen als Erik